# Fuglespor - en film om Ejler Bille
Fuglespor - en film om Ejler Bille er en dansk portrætfilm fra 1992 instrueret af Tue Ritzau efter eget manuskript.

## Handling
Denne artikel mangler et handlingsreferat. Hjælp os med at skrive det.

## Medvirkende
- Ejler Bille